# Рајец (Брежице)
Рајец (словен. Rajec) је насељено место у општини Брежице, Посавска регија, Словенија.

## Историја
До територијалне реорганизације у Словенији био је у саставу старе општине Брежице.

## Становништво
У попису становништва из 2011. године, Рајец је имао 81 становника.
| Број становника према пописима | Број становника према пописима | Број становника према пописима |
| ------------------------------ | ------------------------------ | ------------------------------ |
| 1991                           | 2002                           | 2011                           |
| 91                             | 83                             | 81                             |

## Галерија
- унутрашњост дворца „Мокрице“.
- поглед на замак
- пејзаж